# Peripeltopleurus
Peripeltopleurus è un genere di pesci ossei estinto, appartenente ai peltopleuriformi. Visse nel Triassico medio (Anisico/Ladinico, circa 244-240 milioni di anni fa) e i suoi resti fossili sono stati ritrovati in Italia e in Svizzera. 

## Descrizione
Questo pesce, solitamente di piccole dimensioni, era lungo fino a 10 centimetri. Il corpo fusiforme era relativamente robusto nella parte anteriore. Peripeltopleurus era caratterizzato da un'insolita volta cranica allargata, formata da ossa frontali appaiate e a volte fuse insieme, e da parieto-dermopterotici quadrangolari o rettangolari. Le pinne pettorali erano molto grandi, soprattutto rispetto a forme simili come Peltopleurus. Come in molti pesci simili, era presente una fila orizzontale di scaglie molto alte, che coprivano la parte anteriore dell'animale. Dopo la quindicesima fila di scaglie, queste decrescevano sensibilmente in altezza. Alcune specie di questo animale (ad es. P. hypsisomus) presentano un lobo ventrale della pinna caudale molto allungato. 

## Classificazione
Il genere Peripeltopleurus venne descritto per la prima volta nel 1992, sulla base di fossili provenienti dal Triassico medio del famoso giacimento di Besano e precedentemente attribuiti da Brough al genere Peltopleurus. La specie tipo è P. vexillipinnis, ma a questo genere sono state attribuite altre specie, come P. besanensis e P. hypsisomus. 
Peripeltoleurus è un possibile rappresentante dei peltopleuriformi, un gruppo di piccoli pesci ossei triassici, caratterizzati dal notevole sviluppo in altezza delle scaglie lungo i fianchi. Ricerche più recenti hanno indicato Peripeltopleurus come un rappresentante arcaico del gruppo dei Thoracopteridae, pesci "volanti" vicini alla base dei Neopterygii (Xu et al., 2015).

## Paleoecologia e paleobiologia
Peripeltopleurus era un piccolo pesce che probabilmente si nutriva di piccoli animali dal guscio duro. Alcune specie di questo animale erano dotate di un lobo inferiore della pinna caudale particolarmente allungato; questa caratteristica si riscontra solitamente in pesci con capacità di compiere balzi al di fuori dall'acqua (come gli attuali pesci volanti e probabilmente l'estinto Thoracopterus), ma al contrario di questi Peripeltopleurus non era dotato delle tipiche enormi pinne pettorali necessarie a quest'attività (anche se le sue pinne pettorali erano più grandi rispetto ad altri pesci del periodo).